# Platymantis papuensis
Platymantis papuensis är en groddjursart som beskrevs av Meyer 1875. Platymantis papuensis ingår i släktet Platymantis och familjen Ceratobatrachidae. IUCN kategoriserar arten globalt som livskraftig. Inga underarter finns listade i Catalogue of Life.